# Alias Systems Corporation
Alias Systems Corporation (antes Alias|Wavefront), con sedes en Toronto (Ontario, Canadá) es una compañía de software que desarrolló programas de gráficos en tres dimensiones. La compañía fue creada en 1995 cuando Silicon Graphics compró Alias Research (fundada en 1983) y Wavefront Technologies (fundada en 1984), uniéndose las dos compañías. Actualmente es posesión de Autodesk (creador de 3D MAX).
El producto más conocido de Alias, el paquete de modelado y animación tridimensional Maya, fue lanzado al mercado en 1998 y hoy en día se encuentra en su versión 2021. Otros productos conocidos son StudioTools, utilizado en diseño de automoción, aeroespacial e industrial; SketchBook, un programa de diseño en dos dimensiones; Sketch!, un renderizador para Macintosh.
El uno de marzo de 2003, la compañía fue galardonada por la Academy of Motion Picture Art and Sciences con un Oscar por los logros científico-técnicos alcanzados con el desarrollo de Maya.
Más tarde, en 2003, el nombre de la compañía fue cambiado de Alias|Wavefront a Alias. En junio de 2004, Silicon Graphics vendió Alias a Accel.KKR. En septiembre de 2004, Alias adquirió Kaydara.
El cuatro de octubre de 2005, Autodesk, creadores de 3D Studio Max y AutoCAD drafting Software, anunció planes de adquirir Alias por 182 millones de dólares. El diez de enero de 2006, Autodesk completó la adquisición de Alias por 197 millones de dólares.
- Datos: Q536029
- Multimedia: Alias Systems Corporation / Q536029